# Filep Imre
remetei Filep Imre (R. Filep Imre) (Nagyszeben, 1915. március 21. – Budapest, 1970. december 16.) a Budapesti Unitárius Egyházközség vezető lelkésze, a Magyarországi Unitárius Egyház feje, helyettes püspök, a Szabadelvű Egyházak Világszövetsége Elnökségének tagja.

## Életpályája
Lelkészi diplomát a Kolozsvári Unitárius Teológiai Akadémián kapott. 1942–1944 között Kolozsvár székhellyel központi missziói lelkész és a besztercei unitárius gyülekezet alapítója volt. 1945-ben jött át Magyarországra. 1945–1946 között a Szentesi Népi Kollégium vezetője volt. 1946–1953 között a hódmezővásárhelyi unitátius gyülekezet lelkésze volt. 1953–1966 között a budapesti unitárius egyházközség lelkészeként tevékenykedett. 1959-ben az International Association Religious Freedom (IARF) Végrehajtó Bizottságának tagja lett; nemzetközi konferenciák közreműködője előadója volt. 1966–1968 között püspöki helynök volt. 1968–1970 között a Magyarországi Unitárius Egyház helyettes püspöke volt.
Részt vett a Keresztyén Békekonferencia munkájában is. Cikkei egyházi lapokban jelentek meg.
Sírja a Farkasréti temetőben található (47/2-1-1/2).